# Ангіта (Гвадалахара)
Ангіта (ісп. Anguita) — муніципалітет в Іспанії, у складі автономної спільноти Кастилія-Ла-Манча, у провінції Гвадалахара. Населення — 231 особа (2010).
Муніципалітет розташований на відстані близько 130 км на північний схід від Мадрида, 80 км на північний схід від Гвадалахари.
На території муніципалітету розташовані такі населені пункти: (дані про населення за 2010 рік)
- Агілар-де-Ангіта: 14 осіб
- Ангіта: 145 осіб
- Паділья-дель-Дукадо: 8 осіб
- Санта-Марія-дель-Еспіно: 39 осіб
- Вільярехо-де-Медіна: 25 осіб

## Демографія
Динаміка населення (INE ):

## Галерея зображень

Розташування муніципалітету у провінції Гвадалахара
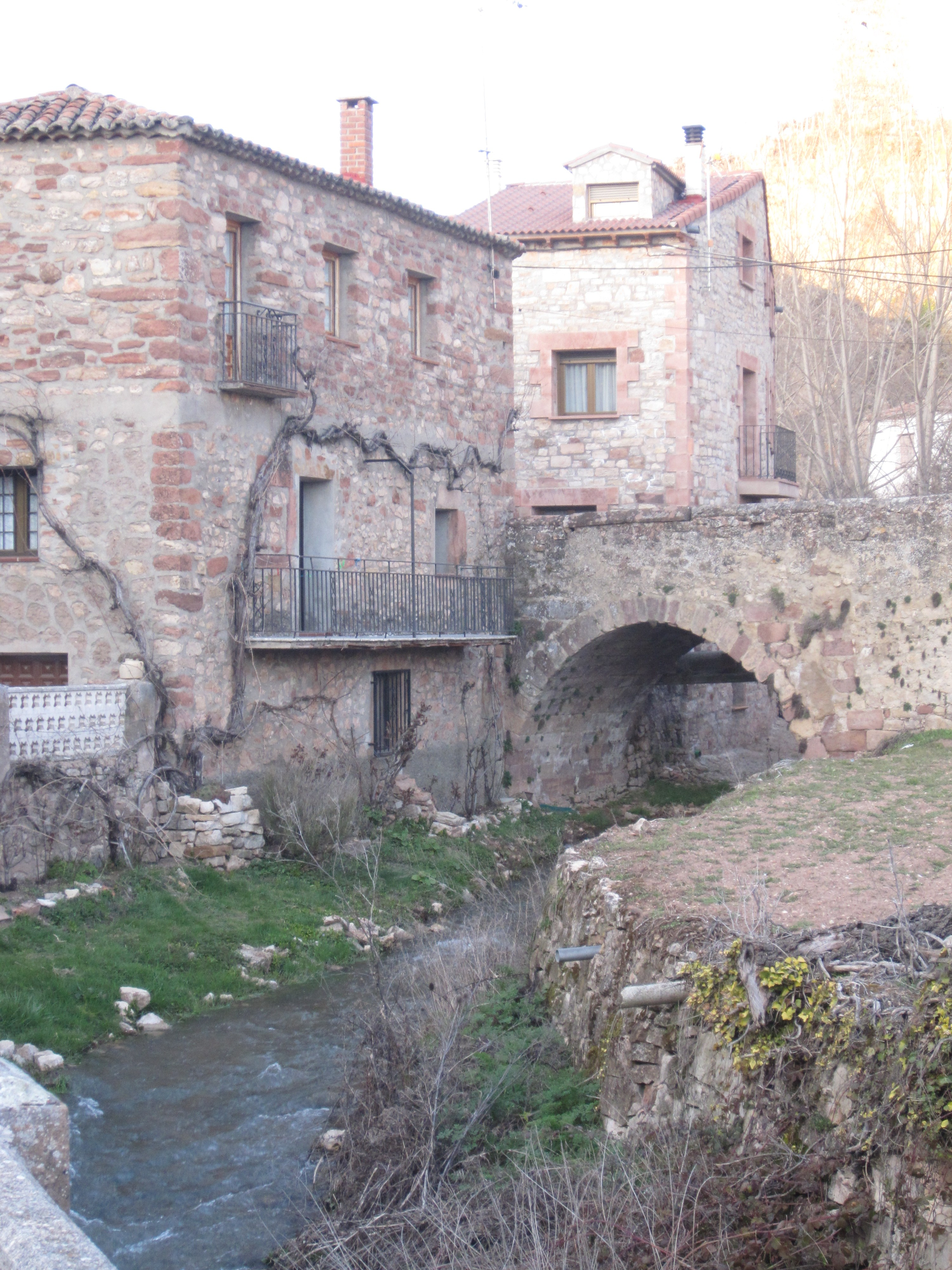
Річка Тахунья, Ангіта
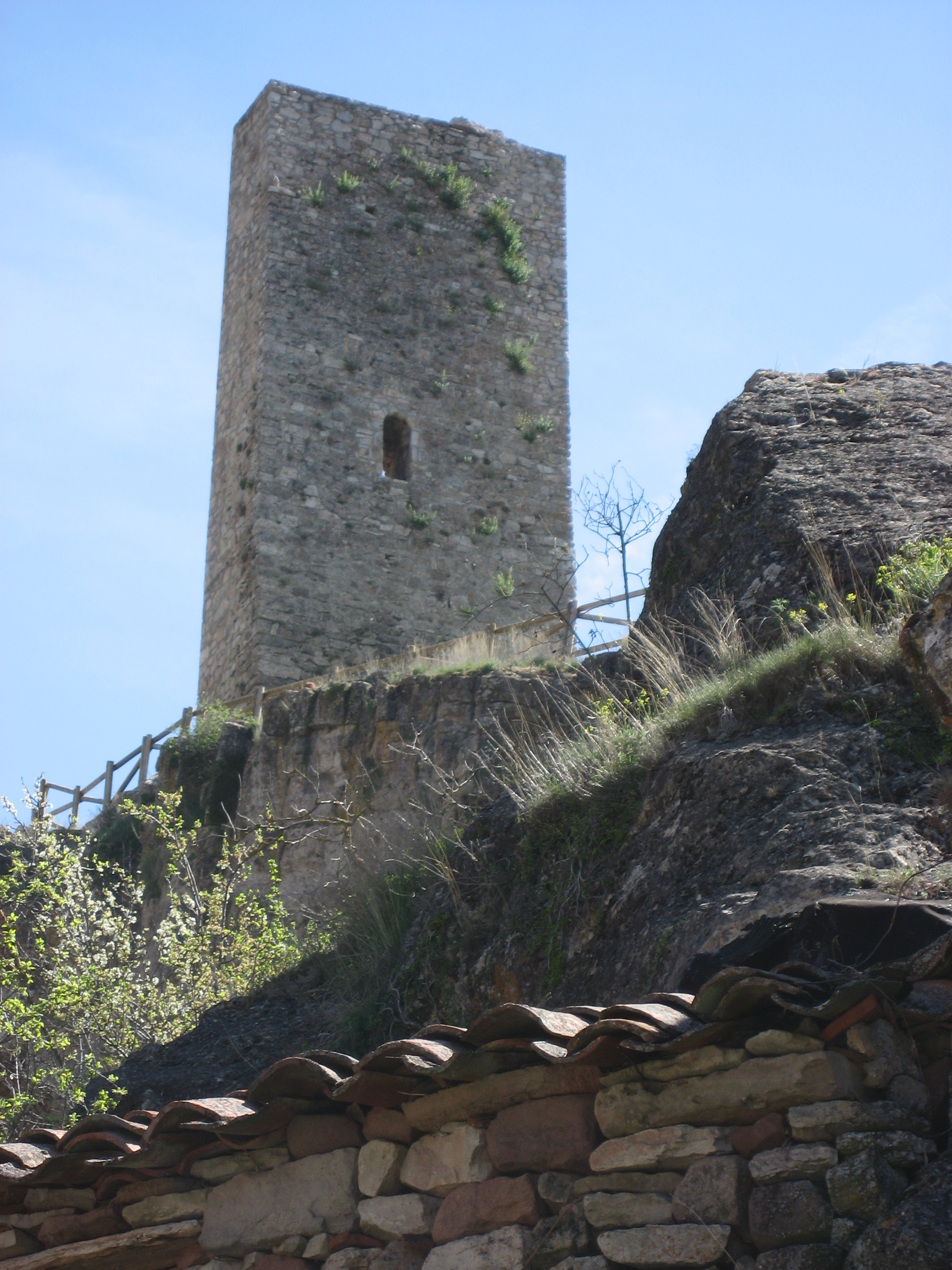
Вежа Ла-Сігуенья, Ангіта